# 歌の饗宴
『歌の饗宴』（うたのきょうえん）は、フジテレビ系列局で放送されていたフジテレビ製作の歌謡番組である。製作局のフジテレビでは1959年3月4日から1968年3月27日まで放送。
フジテレビの開局とともに始まった公開番組で、毎回生放送を行っていた。

## 放送時間
いずれも日本標準時。
- 水曜 12:15 - 12:45 （1959年3月4日 - 1960年5月25日）
- 日曜 12:15 - 12:45 （1960年6月5日 - 1960年）
- 金曜 18:15 - 18:45 （1960年9月16日 - 1960年12月2日）
- 水曜 12:15 - 12:45 （1960年12月7日 - 1968年3月27日） - 再び元の時間帯で放送。

参考：『タイムテーブルからみたフジテレビ50年史』フジテレビ編成制作局知財情報センター調査部、2009年、1 - 35頁。

## 出演者

### 司会
- 三和完児

### 出演歌手
- 島倉千代子
- アイ・ジョージ
- 北原謙二
- 城卓矢
- 畠山みどり
- 佐々木新一
- 水前寺清子
- こまどり姉妹
- フランク永井
- 佐良直美
- ほか

参考：『タイムテーブルからみたフジテレビ50年史』フジテレビ編成制作局知財情報センター調査部、2009年、1 - 35頁。